# Dova Aircraft

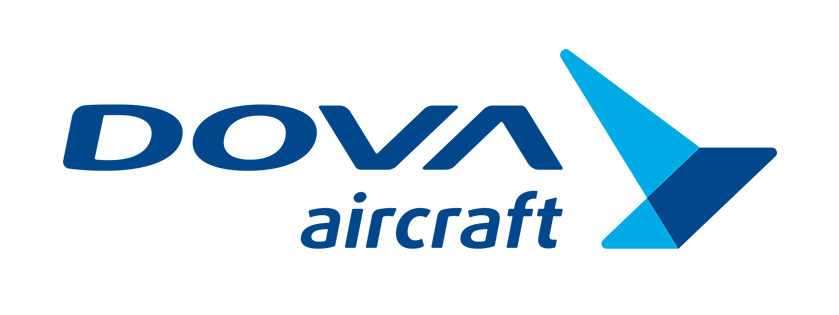
DOVA Aircraft – logo firmy

DOVA Aircraft – czeski producent sportowych samolotów ultralekkich. Przedsiębiorstwo zostało założone w 2000 roku w miejscowości Paskov koło Ostrawy.

## Konstrukcje własne
DV-1 Skylark – dwumiejscowy ultralekki samolot sportowy, dolnopłatowiec